# 4905 Hiromi
4905 Hiromi este un asteroid din centura principală, descoperit pe 15 mai 1991 de Atsushi Takahashi și Kazuo Watanabe.